# Lights and Sounds
Lights and Sounds is het vijfde album van de Amerikaanse rockband Yellowcard, uitgebracht op 24 januari 2006.

## Tracklist
1. Three Flights Up
2. Lights and Sounds
3. Down On My Head
4. Sure Thing Falling
5. City of Devils
6. Rough Landing, Holly
7. Two Weeks from Twenty
8. Waiting Game
9. Martin Sheen or JFK
10. Space Travel
11. Grey
12. Words, Hands, Hearts
13. How I Go
14. Holly Wood Died

## Bezetting
- Ryan Key - Leadzanger, rhytmische gitaar
- Sean Mackin - Viool, achtergrondzang
- Ryan Mendez - Leadgitaar
- Peter Mosely - Basgitaar, achtergrondzang, piano, keyboard
- Longineu W. Parsons III - Drums